# Arayat
Arayat je neaktivní stratovulkán na hlavním filipínském ostrově Luzon. Doba poslední erupce není známa, ale pravděpodobně k ní došlo během holocénu.

## Popis
Sopka se nachází v rovinaté zemědělské oblasti na území města Arayat v provincii Pampanga. 16 kilometrů západně od Arayatu se nachází město Angeles City a bývalá základna leteckých sil USA Clark Air Base, sopka Pinatubo se nachází 26 kilometrů směrem na západ. Jako jediná hora v rovinaté krajině nejvýznamnější orientační bod provincie Pampanga: 8,6 kilometrů severozápadně na severním okraji města Magalang se nacházíe letecký klub Angeles City, který nabízí vyhlídkové lety s ultralehkými letadly nad horou Arayat.

## Přístupnost
Ke dvěma vrcholům sopky Arayat vedou dvě cesty. Jedna vede z města Arayat přes národní park Mount Arayat na Peak 1. Z Peak 1 je vidět centrální část ostrova Luzon s řekou Pampanga, pohoří Zambales a Bataan na západě a pohoří Sierra Madre na východě. Na Peak 2 vede cesta z Magalangu.

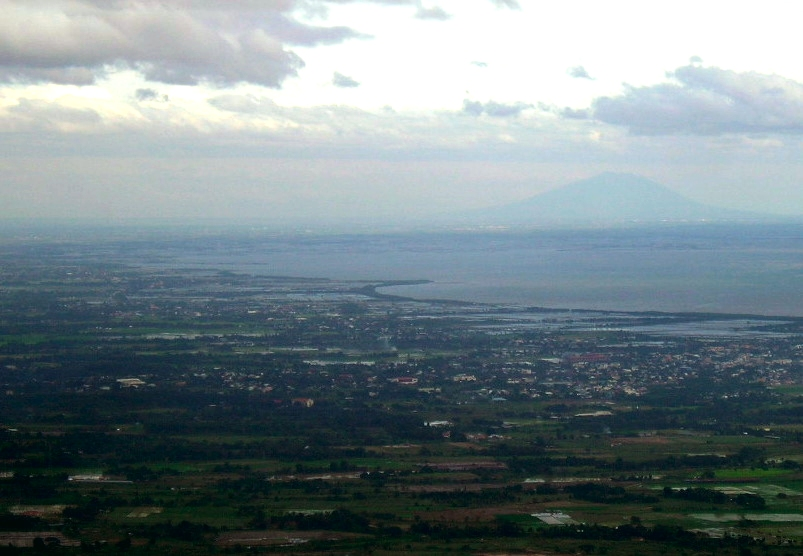
Výhled na Manilskou zátoku z Arayatu.
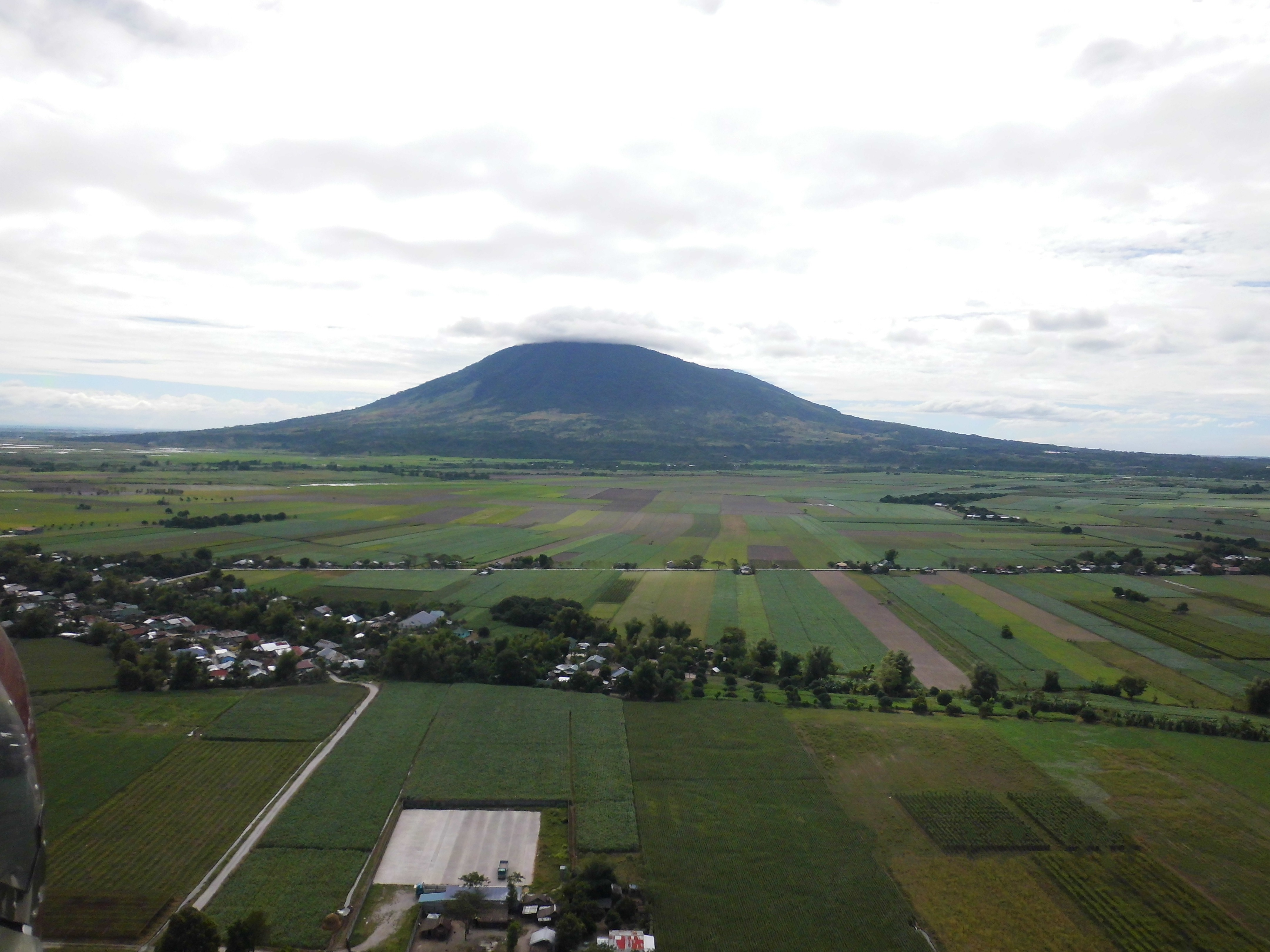
Arayat ze severoseverovýchodu: ze vzdálenosti přibližně asi 8 km, z výšky přibližně 120 metrů
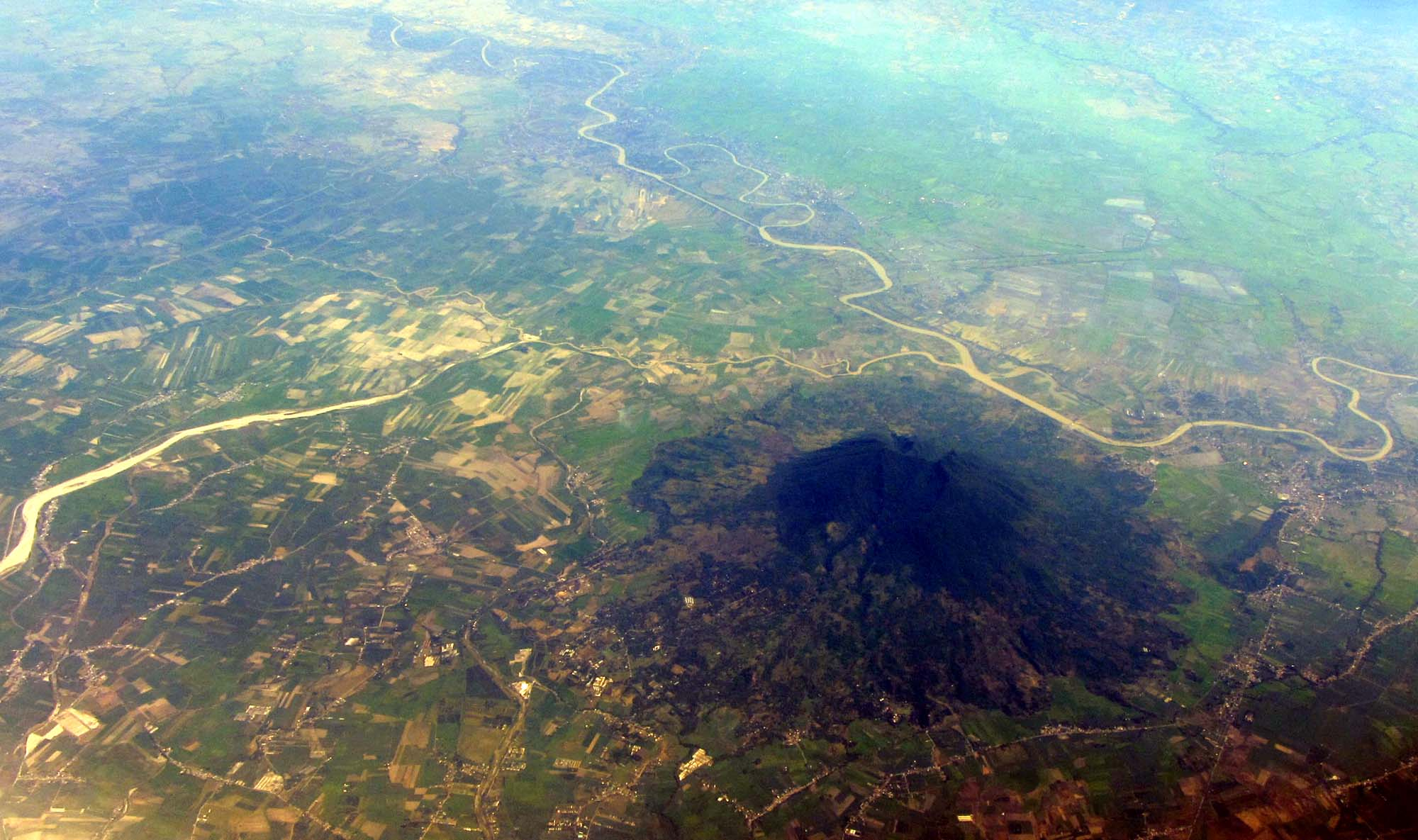
letecký pohled na Arayat. V pozadí řeka Pampanga